# George Whetstone
George Whetstone (baptisé le 27 juillet 1544 à Londres – mort en septembre 1587 à Berg-op-Zoom) est un écrivain, dramaturge et soldat anglais de la période élisabéthaine.

## Biographie

### Famille et premières années
Il est baptisé le 27 juillet 1544 à l'église St Lawrence Jewry dans la Cité de Londres. Il est le troisième fils de Robert Whetstone, un mercier fortuné, et de Margaret, fille de Philip Barnard du Suffolk. Ce commerçant possède un immeuble à Westcheap et cinq maisons dans Gutter Lane. Robert, le père de George, est emprisonné à la Tour de Londres en 1554, pour avoir, en tant que président du jury de Guildhall, refusé de reconnaître coupable de trahison Nicholas Throckmorton, qui avait pris part à la rébellion de Wyatt, ainsi qu'il est rapporté dans les Chronicles de Holinshed. Il est condamné à une amende de 2 000 £ – somme considérable à l'époque – pour son comportement, mais il est libéré au bout de sept mois d'emprisonnement, après avoir payé environ le dixième de la somme.
À la mort de Robert Whetstone, en 1557, ses propriétés dans l'Essex, le Leicestershire, le Middlesex, le Kent et le Yorkshire sont partagées entre ses cinq enfants, Robert, âgé de 17 ans, Bernard, George, Francis et John. George reçoit des maisons londoniennes situées dans Cheapside et dans Gutter Lane et estimées à 23 £ par an. Bien qu'il atteigne sa majorité en 1571, il ne reçoit pas son héritage avant 1573. Tout au long des années 1570, des procès se succèdent au sujet de l'héritage des enfants à la suite du remariage de leur mère avec un certain Robert Browne du Northamptonshire. La famille Whetstone est soutenue par Thomas Cecil, et George Whetstone le remerciera plus tard, en 1576, par sa dédicace de The Orchard of Repentance dans son ouvrage The Rocke of Regarde.

### Héritage de son père
Lorsqu'il était encore enfant, George Whetstone a sans doute vécu à Cheapside avec sa mère et son beau-père, et peut-être aussi à Walcot Hall, propriété de la famille Browne à Barnack dans le Cambridgeshire. Après la mort de George Browne en 1572, leur mère se remarie avec Francis Ashby du Leicestershire. Lorsqu'il reçoit sa part d'héritage en 1573, George s'inscrit à Furnival's Inn (en) pour étudier le droit. Là, il écrit un poème The Rocke of Regards pour « ses amis et compagnons de Furnival's Inn », où il raconte l'échec de son héros dans les études juridiques malgré son ambition de réussir, la dilapidation de son héritage à cause d’une vie dissolue, et finalement son engagement dans l'armée et son service aux Pays-Bas.
Sans autres documents disponibles, on aurait pu penser que The Rocke of Regards est sa véritable autobiographie. Aussi dans son ouvrage suivant, The Honorable Reputation of a Soldier, Whetstone nie avoir eu une quelconque expérience militaire avant son arrivée aux Pays-Bas en 1585-86 avec son frère Bernard plus âgé que lui. Toutefois son premier récit ne pouvait pas être totalement imaginaire, ce qu'il révélera à la fin de son Touchstone for the Time en 1584 . Vers 1572, il s'engage avec le grade d'officier dans un régiment anglais pour se battre contre les Espagnols. Là, il rencontre George Gascoigne et Thomas Churchyard (en), qui avaient connu des expériences similaires à la sienne. Il se distingue sur le champ de bataille, et reçoit une solde supérieure, mais il retourne à Londres en 1574, n'ayant aucun espoir de promotion.
Il doit encore se battre juridiquement pendant trois ans pour conserver ses propriétés, revendiquées frauduleusement par quatre de ses connaissances, qui tentent même de l'impliquer dans de violentes querelles, afin de le tuer et de récupérer ses biens. On ignore qu'elle est finalement l'issue de ce long procès. À Londres, il sollicite l'aide financière de parents, mais ceux-ci se montrent pingres, et, en désespoir de cause, il décide de suivre l'exemple de ses deux amis, Gascoigne et Churchyard, et de s'orienter vers la littérature. Il lit des histoires d'amour françaises et italiennes et les transcrit en anglais en vers ou en prose.

### Voyages
En 1578, sans doute pressé par des besoins d'argent, Whetstone accompagne l'aventureux capitaine Humphrey Gilbert dans « son honorable voyage » pour Terre-Neuve. Whetstone embarque à bord du Hope, sous le commandement de Carew Raleigh (en), demi-frère de Gilbert. L'expédition, composée de sept navires, quitte Dartmouth le 23 septembre 1578, mais elle rencontre de tels vents contraires qu'elle peine à dépasser la côte ouest de l'Irlande. L'aventure se révèle désastreuse, et finalement, Gilbert abandonne son projet et rentre au port en mai 1579.
Dans les années 1580, Whetstone voyage en Italie en compagnie d'un « gentleman picard », nommé Dobart, et d'un autre Anglais. Il visite Rome, Naples et Ravenne. À Turin, il défie un Espagnol qui insulte son pays, mais celui-ci disparaît sans se battre. Ce voyage lui permet de publier en 1582 son Heptameron of Civill Discourses, intitulé d'après l'ouvrage célèbre de Marguerite de Navarre, L'Heptaméron.

### Mort
En 1587, William Cecil, lord Burghley, l'envoie aux Pays-Bas en mission d'inspection, afin d'aider le mathématicien, Thomas Digges, chargé de vérifier les comptes fournis par les capitaines anglais. Whetstone est tué en duel à l'extérieur de la ville de Berg-op-Zoom par le capitaine Edmund Udall, qu'il a accusé de fraudes financières. Ironiquement, l'année précédente, Whetstone avait fait l'éloge de ce capitaine dans son élégie de sir Philip Sidney. Digges écrit que Whetstone fut tué parce qu'il n'était pas possible de le corrompre. Il ajoute qu'il est mort à cause des principes d'honnêteté et de droiture qu'il avait professés dans toute son œuvre à l'usage des dirigeants, des citoyens et des nations. Udall est acquitté du meurtre par une cour militaire, qui estime qu'il a agi pour défendre sa réputation.

## Carrière littéraire
Peut-être que ce sont les expériences difficiles, qu'il traverse pendant le début de sa vie d'adulte, qui éveillent son intérêt pour les réformes sociales et juridiques que l'on retrouve dans la plupart de ses œuvres littéraires. Sa carrière littéraire peut avoir reçu son élan initial d'un groupe d'écrivains associés aux Inns of Court, car beaucoup de ses premiers poèmes sont liés à tout un réseau de relations amicales et d'obligations.

### The Rocke of Regard
Ce livre est divisé en quatre parties : Le château des délices, le Jardin de la prodigalité, la Tonnelle de la vertu et le Verger de la repentance. Il y expose les misères qui découlent du jeu, des querelles et des dépenses excessives. La première partie est dédiée à « tous les jeunes gens d'Angleterre », la troisième est dédiée à Jane Sibella Morrison, femme de Lord Grey de Wilton, et la dernière à Thomas Cecil. Le livre compte en tout soixante-six récits en vers ou en prose tirés de l'italien, certains sont destinés à des amis, et la dernière section rapporte, sous des noms fictifs, les souffrances du jeune Whetstone aux mains de ses ennemis.

### Élégies
Ses premiers vers, publiés en 1575, figurent dans Flowers de George Gascoigne, faisant l'éloge de l'auteur. En 1577, il commence une carrière d'élégiste avec un recueil de poèmes intitulé A Remembraune of the Wel Imployed Life and Godly End of George Gascoigne, où, dans sa maison de Stamford dans le Lincolnshire, il prétend avoir assisté à la mort du poète, qui était son hôte. Ses élégies suivantes sont consacrées à sir Nicholas Bacon en 1579, à sir James Dyer en 1582, à Thomas Radclyffe, 3e comte de Sussex, en 1583, à Francis Russell, comte de Bedford, en 1585, et enfin à sir Philip Sidney en 1587. Dans ce poème, George Whetstone se compare à Homère faisant l'éloge d'un Alexandre anglais. La biographie de Sidney, qu'il a apparemment soigneusement étudiée, débute par son enfance et son éducation, puis aborde ses voyages en Europe, d'où il est rentré sans avoir subi les influences de l'étranger. Whetstone passe sous silence les œuvres littéraires de Sidney, à l'exception de l'Arcadia. À cause du soin qu'il prend, avant d'écrire ses élégies, à réunir des informations détaillées sur la vie de ses sujets, qu'il n'a vraisemblablement pas connus auparavant, il se prétend le premier biographe professionnel.

### Promos and Cassandra
Cette pièce en deux actes, qui n'a apparemment jamais été jouée, est son ouvrage le plus connu, car il a servi de source principale à la pièce de Shakespeare Mesure pour mesure en 1604.
La page de titre, présentant l'ouvrage, dont le titre complet est l'Excellente et fameuse histoire de Promos et Cassandra, divisée en deux discours comiques, suggère deux histoires :
- Dans la première partie, on montre l'intolérable abus d'un magistrat lubrique, le comportement vertueux de la chaste Ladye, l'obscénité incontrôlable d'un courtisan favori, et l'estime non méritée d'un parasite malveillant
- La conclusion montre la défaite du vice et la victoire de la vertu

Cette pièce est écrite entièrement en vers avec quelques chansons intercalées. Le récit est tiré d'un texte de Giovanni Battista Giraldi intitulé Hecatommithi. Whetstone dénigre la mode de transgresser les règles des trois unités, soutenant que cette faute incombe principalement aux dramaturges anglais, et condamne également le mélange des genres. Il explique que c'est sous l'autorité de Platon qu'il a divisé sa pièce en deux parties, afin de séparer les trajectoires divergentes de son intrigue. Whetstone dédie cette pièce au « respectable ami et parent, William Fleetwood, magistrat de la ville de Londres ».
Promos est l'équivalent du Angelo de Shakespeare, à qui le duc confie la charge de Julio, une ville de Hongrie. Cassandra est le pendant d'Isabella ; elle vient plaider la cause de son frère. Les adjonctions et les modifications de Whetstone à sa source sont reprises de nombreuses fois par Shakespeare. Le sens de Whetstone pour une morale civile, son souci de mettre en évidence les relations affectives entre les personnages, sa modération pour le crime de son Claudio, appelé ici Andrugio, réapparaissent dans la pièce de Shakespeare. Whetstone souligne ici le rôle didactique du théâtre, la vertu est récompensée et le vice puni.
La dédicace de la pièce explique que l'auteur n'a pas le temps de corriger son œuvre, car il accompagne Humphrey Gilbert dans une expédition maritime. Les vents contraires le font rentrer prématurément en Angleterre.

### Heptameron of Civill Discourses
En 1582, il publie Heptameron of Civill Discourses. Cet ouvrage, fruit de son voyage en Italie, se compose d'une série d'histoires d'amour d'inspiration italienne. Whetstone dédicace son œuvre à sir Christopher Hatton, et mentionne en termes voilés le noble italien qui a inspiré le personnage Phyloxenus, à l'origine des contes, et qui semble être Giovanni Battista Giraldi, l'auteur de Hecatommithi. Ce recueil se concentre particulièrement sur la condition du mariage, plusieurs histoires illustrant la sottise des mariages forcés ou hâtés, et les différentes façons de maintenir l'amour dans le mariage. Elles donnent aussi des préceptes généraux pour les gens mariés ou célibataires. La page-titre précise que, selon leurs comportements, les meilleurs trouveront là la représentation de leurs propres vertus, tandis que les inférieurs apprendront les règles de civilité, qui élimineront leurs taches et leur bassesse.

### Exposés moraux et propositions de réformes civiques
Abandonnant la littérature-fiction, Whetstone publie en 1584 un recueil moraliste, intitulé A Mirror for Magistrates, dédié au maire, aux conseillers de Londres, et à son parent, William Fleetwood (en), magistrat londonien et député de Lancaster, puis de Londres. Il expose l'exemple de l'empereur romain Sévère, qui parvint à supprimer les vices citadins, comme les habitations insalubres, la prostitution, l'usure et le jeu, alors que, selon lui, son prédécesseur, Héliogabale, les avait favorisés.
Ces derniers points sont repris plus en détail dans A Touchstone for the Time, qui comprend une analyse détaillée de la pègre londonienne et des propositions de réformes civiques, comprenant la suppression de la prostitution, la fermeture des tavernes et des maisons de jeu. Cet ouvrage est dédié à sir Edward Osborne (en), maire de Londres et comprend une adresse aux gentlemen des Inns of Court. Cet ouvrage fut réédité par l'imprimeur Jones en 1586 sous le titre The Ennemie to Unthryftiness, la page de titre annonçant deux ouvrages de Whetstone que nous ne connaissons pas : A Panoplie of Devices et The Image of Christian Justice.
Whetstone produira les années suivantes d'autres écrits moraux, décrits ci-dessous. Il s'agira principalement de The English Myrror en 1586 et The Censure of a Loyal Subject en 1587

### The Honorable Reputation of a Soldier
Whetstone montre son intérêt toujours constant pour les affaires militaires en publiant en 1585 The Honorable Reputation of a Soldier. Ce livre contient des anecdotes relatives au métier des armes empruntées à des écrivains classiques. Il est dédié à sir William Russel. Cet ouvrage est traduit en néerlandais, probablement lorsque Whetstone est aux Pays-Bas, et est imprimé à la fois en anglais et dans cette langue en édition bilingue, avec un appendice destiné aux étudiants néerlandais pour la prononciation de l'anglais. Whetstone nous dit que cet ouvrage n'est que le fragment d'un traité politique plus ambitieux, qu'il a déjà écrit, mais qui n'est pas encore publié. Ce traité apparaît sous le titre The English Myrror.

### The English Myrror
Dans une veine similaire à ses autres écrits moraux, The English Mirror, publié en 1586, jette un regard sur tout ce qui peut conduire à la ruine du bien public, au meurtre des princes et à l'hérésie. Il contient une dédicace à la reine Élisabeth Ire et une adresse à « la noblesse de ce royaume florissant ».
Ce recueil de narrations historiques, de proverbes de bon sens et d'éloges patriotiques reprend les soucis moralistes des ouvrages précédents et révèle le fond puritain qui les sous-tend. À l'inverse de certains de ses contemporains et collègues, comme Robert Greene, Thomas Nashe ou Thomas Dekker, la dissection et l'analyse par Whetstone des échecs de la cité ne le conduisent pas au cynisme en jouissant des vices qu'il décrit et dénonce. Tout au contraire, son didactisme semble réellement sincère.
La première division de cet ouvrage traite de divers incidents survenus dans l'histoire de pays étrangers ; la seconde division parle du règne des Tudor en Angleterre, fournissant des détails intéressants sur les récentes conspirations contre la reine. La troisième division discute des devoirs des dirigeants et des fonctions réalisées par la noblesse, le clergé, les alleutiers et les officiers de justice dans un État fonctionnant correctement.

### The Censure of a Loyal Subject
Toujours sur un ton moralisateur, Whetstone publie en 1587 son dernier ouvrage, The Censure of a Loyal Subject. Une seconde édition suit rapidement pour prendre en compte l'exécution de Marie Ire d'Écosse le 8 février 1587. Ce livre emprunte la forme d'un dialogue entre trois personnages au sujet du sort des quatorze conjurés impliqués dans la conspiration de Babington en 1586. Les trois personnages sont Walker, un pieux théologien, Weston, un gentleman discret, et Wilcocks, un drapier aisé. Il est suggéré que le personnage nommé « Weston », qui n'a pas assisté aux exécutions, est l'auteur lui-même.